# Station Roborst
Station Roborst is een voormalig spoorwegstation langs de Belgische spoorlijn 89 (Denderleeuw-Kortrijk) in Roborst, een deelgemeente van de gemeente Zwalm.

## Aantal instappende reizigers
De grafiek en tabel geven het gemiddeld aantal instappende reizigers weer op een week-, zater- en zondag.
| Tabel: aantal instappende reizigers station Roborst | Tabel: aantal instappende reizigers station Roborst | Tabel: aantal instappende reizigers station Roborst | Tabel: aantal instappende reizigers station Roborst |
|                                                     | Weekdag                                             | Zaterdag                                            | Zondag                                              |
| --------------------------------------------------- | --------------------------------------------------- | --------------------------------------------------- | --------------------------------------------------- |
| 1977                                                | 76                                                  | 19                                                  | 11                                                  |
| 1978                                                | 100                                                 | 9                                                   | 2                                                   |
| 1979                                                | 87                                                  | 8                                                   | 6                                                   |
| 1980                                                | 104                                                 | 11                                                  | 8                                                   |
| 1981                                                | 85                                                  | 7                                                   | 1                                                   |
| 1982                                                | 79                                                  | 11                                                  | 9                                                   |
| 1983                                                | 76                                                  | 0                                                   | 0                                                   |

0,0: Denderleeuw ·
2,1: Welle ·
3,9: Haaltert ·
6,5: Ede ·
11,2: Burst ·
13,0: Terhagen ·
14,3: Herzele ·
16,0: Hillegem ·
17,6: Leeuwergem ·
20,2: Zottegem ·
25,8: Roborst ·
27,5: Munkzwalm ·
30,0: Sint-Denijs-Boekel ·
32,5: Welden ·
34,7: Ename ·
37,5: Oudenaarde ·
41,0: Petegem ·
43,2: Elsegem ·
45,7: Anzegem ·
49,1: Sterhoek ·
53,8: Vichte ·
56,6: Deerlijk ·
59,8: Stasegem ·
63,3: Kortrijk